# Harro Feddersen
Harro Feddersen (* 1835 in Pinneberg; † 1917 in Altona) lebte seit seiner Lehre zum Kaufmann ab 1852 in Altona und gilt als erster Fahrradhändler in Deutschland. 1862 eröffnete er ein Eisenwarengeschäft an der Palmaille. Ab 1869 verkaufte er Velozipede aus der Produktion von den Gebrüdern Schlüter aus Pinneberg.
1869 gründete Feddersen mit weiteren Radfahrern den Eimsbütteler Velocipeden-Reit-Club. Von 1925 bis 1932 erinnerte der Altonaer Bicycle-Club von 1869/80 (ABC) posthum an Harro Feddersen mit einem jährlichen Erinnerungsrennen. Es war als Mannschaftsrennen ausgeschrieben und fand jedes Jahr im Mai zum Auftakt der Rennsaison statt.
Harro Feddersen starb 1917 im Alter von 82 Jahren.